# John Huettner
John R. Huettner (* 21. Oktober 1906 in Washington, D.C.; † 4. August 1970 in Orange County) war ein US-amerikanischer Segler.

## Erfolge
John Huettner, der für den California Yacht Club segelte, wurde 1932 in Los Angeles bei den Olympischen Spielen in der 8-Meter-Klasse Olympiasieger. Er war Crewmitglied des von Skipper Owen Churchill angeführten Bootes Angelita, das sämtliche vier Wettfahrten gewann und damit vor dem einzigen anderen Boot, der Santa Maria aus Kanada, den ersten Platz belegte. Bei den Ausscheidungswettkämpfen für die Spiele war Huettner Crewmitglied von Pierpont Davis gewesen, der hinter Owen Churchill Zweiter wurde. Churchill nahm sämtliche Crewmitglieder Davis’ als Ersatzmänner zu den Spielen mit und setzte diese auch bei einzelnen Wettfahrten ein, sodass neben Huettner, Churchill und Davis auch John Biby, Alphonse Burnand, Thomas Webster, William Cooper, Karl Dorsey, Kenneth Carey, Alan Morgan, Richard Moore und Robert Sutton die Goldmedaille erhielten.
Huettner arbeitete als Rechtsanwalt in Los Angeles und war als Statist in mehreren Filmen zu sehen. Dazu zählten Liebe im Handumdrehen (1935), The Big Broadcast of 1938 (1938), Citizen Kane (1941) und Von Agenten gejagt (1943).